# IC 2278
IC 2278 је ознака објекта на координатама са ректансцензијом 8h 18m 34,5s и деклинацијом + 18° 27" 40'. Открио га је Макс Волф, 13. фебруара 1901. Каснијим посматрањима на том положају није уочен никакав астрономски објекат.